# (9644) 1994 WQ3
A (9644) 1994 WQ3 a Naprendszer kisbolygóövében található aszteroida. Yoshisada Shimizu és Urata Takesi fedezte fel 1994. november 26-án.